# Stade Municipal de la Ville de Differdange
Le Stade Municipal de la Ville de Differdange est l'enceinte sportive du club de football du FC Differdange 03, évoluant en BGL Ligue.
Disputant ses rencontres à domicile au Stade du Thillenberg de 2003 à 2012, le FC Differdange 03 emménage dès le 5 août 2012 dans le nouveau stade de la ville de Differdange après un an de construction. Peu après son ouverture, un projet d’agrandissement de l’enceinte est envisagé afin d’accueillir l’Équipe du Luxembourg, mais il ne se concrétisera jamais.

## Historique
Devenu trop vétuste pour le football de haut niveau, la ville de Differdange, en association avec le FC Differdange 03 et le CS Obercorn, décident de démarrer le projet d'un nouveau complexe sportif avec un tout nouveau stade de football pour 2012.
Après des travaux durant un peu plus d'un an, le « Stade Municipal de la Ville de Differdange » est inauguré le 5 août 2012 lors d'un derby amical entre le FC Differdange 03 et le FC Progrès Niederkorn.
Peu de temps après son ouverture, la commune de Differdange souhaite accueillir le stade national pour l'Équipe du Luxembourg de football. Avec un projet d'agrandissement du stade (passant de 2 300 places à 8 300) de 13 millions d'euros, il s'agirait du plus grand stade de football du Luxembourg pour l'époque. Finalement, le projet n'aboutira jamais.